# Andrew Wylie
Andrew Wylie (Hemlock, 19 agosto 1994) è un giocatore di football americano statunitense che milita nel ruolo di offensive guard per i Washington Commanders della National Football League (NFL).

## Carriera

### Indianapolis Colts
Wylie firmò con gli Indianapolis Colts dopo non essere stato scelto nel Draft NFL 2017. Fu svincolato il 2 settembre e rifirmò per la squadra di allenamento due giorni dopo. Fu svincolato definitivamente il 26 settembre 2017.

### Cleveland Browns
Wylie firmò con la squadra di allenamento dei Cleveland Browns il 9 ottobre 2017 ma fu svincolato il 15 dicembre.

### Los Angeles Chargers
Wylie firmò con la squadra di allenamento dei Los Angeles Chargers il 19 dicembre 2017 da cui fu svincolato otto giorni dopo.

### Kansas City Chiefs
Wylie firmò con i Kansas City Chiefs il giorno successivo e fu promosso nel roster attivo l'8 gennaio 2018. Debuttò nella NFL l'8 settembre 2018 nella prima gara della stagione contro i Los Angeles Chargers. La prima partita come titolare fu il 21 ottobre 2018 contro i Cincinnati Bengals. Complessivamente disputò tutte le 16 partite della stagione regolare, incluse le ultime 10 come titolare dopo l'infortunio di Laurent Duvernay-Tardif. A fine anno la squadra lo premiò come miglior giocatore al primo anno con la franchigia.
Wylie partì come titolare nelle prime 11 gare della stagione 2019, perdendo le ultime 5, oltre a quelle dei playoff, per un infortunio alla caviglia. Il 2 febbraio 2020 conquistò da inattivo il Super Bowl LIV contro i San Francisco 49ers che i Chiefs vinsero per 31-20, conquistando il primo titolo dopo cinquant'anni.
Il 12 febbraio 2023, nel Super Bowl LVII vinto contro i Philadelphia Eagles per 38-35, Wylie partì come tackle destro titolare, conquistando il suo secondo titolo.

### Washington Commanders
Il 13 marzo 2023 Wylie firmó con i Washington Commanders.

## Palmarès
- Super Bowl : 2

Kansas City Chiefs: LIV, LVII
- American Football Conference Championship: 3

Kansas City Chiefs: 2019, 2020, 2022